# Piotr Kleszcz

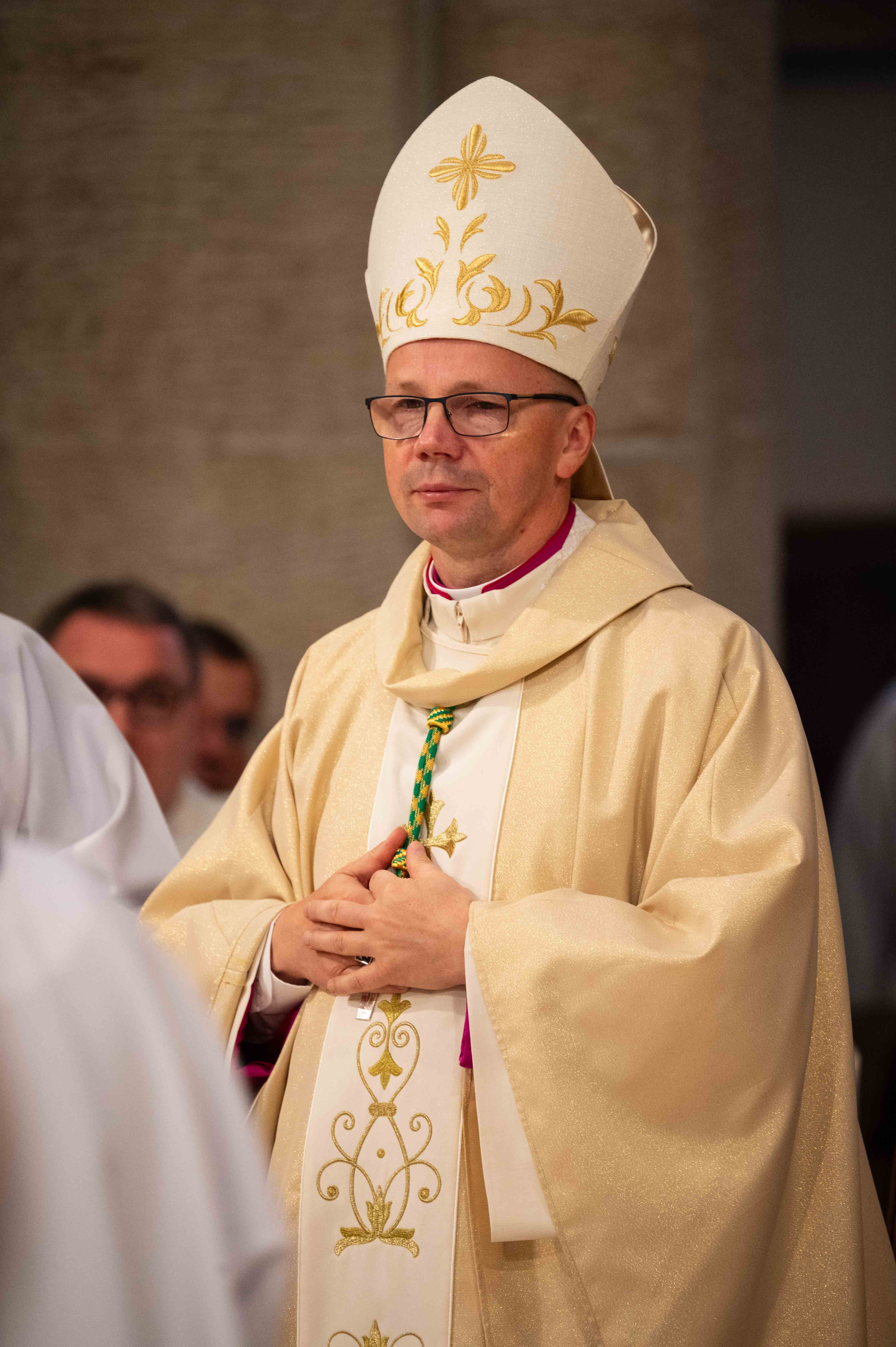
Piotr Kleszcz (2024)

Bischofswappen von Piotr Kleszcz

Piotr Tomasz Kleszcz OFMConv (* 8. Juni 1967 in Łódź) ist ein polnischer römisch-katholischer Ordensgeistlicher und Weihbischof in Łódź.

## Leben
Piotr Kleszcz besuchte eine Grundschule in Łódź und später das Kleine Seminar in Niepokalanów, an dem er 1986 das Abitur erlangte. Im selben Jahr trat er der Ordensgemeinschaft der Minoriten bei und absolvierte das Noviziat in Smardzewice. 1987 legte er im Heiligtum St. Anna in Smardzewice die erste Profess ab. Anschließend studierte Kleszcz Philosophie und Katholische Theologie am Priesterseminar der Franziskaner in Łódź. Er legte am 4. Oktober 1991 im Heiligtum St. Antonius von Padua in Łagiewniki, einem Stadtteil von Łódź, die feierliche Profess ab. 1993 erwarb Kleszcz an der Akademie für Katholische Theologie in Warschau mit der von Józef Wiesław Rosłon betreuten Arbeit Problem integralności psalmu 23 („Das Problem der Vollständigkeit von Psalm 23“) einen Magister Theologiae. Im Heiligtum St. Antonius von Padua in Łagiewniki spendete ihm 1992 der Weihbischof in Łódź, Jan-Wawrzyniec Kulik, die Diakonenweihe und der Apostolische Nuntius in Polen, Erzbischof Józef Kowalczyk, am 29. Mai 1993 das Sakrament der Priesterweihe.
Nach der Priesterweihe war Kleszcz zunächst als Pfarrvikar der Pfarrei St. Antonius und St. Johannes der Täufer im Stadtteil Łagiewniki und als Religionslehrer in der dortigen Grundschule tätig, bevor er 1995 Pfarrvikar der Pfarrei Unsere Liebe Frau von den Engeln in Łódź wurde. Von 1996 bis 1997 war er kurzzeitig Pfarrvikar der Pfarrei Our Lady of Czestochowa in Boston. Dort unterrichtete er zusätzlich Musik an der St. Mary’s School und betreute eine polnischsprachige Jugendgruppe. Nach der Rückkehr in seine Heimat wirkte er als Katechet und erneut als Pfarrvikar der Pfarrei Unsere Liebe Frau von den Engeln in Łódź. Ab Juni 2016 war Kleszcz Pfarrer der Pfarrei Unsere Liebe Frau von den Engeln in Łódź und Guardian der dortigen Minoriten-Kommunität. Ferner fungierte er als Dechant des Dekanats Chojny-Dąbrowa.
Neben seiner Tätigkeit in der Pfarrseelsorge gründete Kleszcz 1997 den Kinderchor Mały Chór Wielkich Serc („Kleiner Chor der großen Herzen“). Zudem war er Seelsorger für die Bewegung Licht-Leben und die Hauskirchen-Kreise. Er gehörte dem Team für die Neuevangelisierung an. Ferner engagierte er sich ab 2020 in der Evangelisierung mittels des Internets und betrieb einen eigenen YouTube-Kanal, auf dem er die täglichen liturgischen Lesungen auslegte. 2022 erhielt er das Silberne Verdienstkreuz der Republik Polen. Darüber hinaus wirkte er ab 2023 als geistlicher Begleiter des Frauenhauses St. Albert in Łódź. Außerdem war er für die Minoriten mit zeitlicher Profess in der Ordensprovinz Unsere Liebe Frau von der Unbeflekten Empfängnis verantwortlich.
Am 25. September 2024 ernannte ihn Papst Franziskus zum Titularbischof von Aquae Albae in Byzacena und zum Weihbischof in Łódź. Der Erzbischof von Łódź, Grzegorz Kardinal Ryś, spendete ihm und Zbigniew Wołkowicz am 19. Oktober desselben Jahres in der Stanislaus-Kostka-Kathedrale in Łódź die Bischofsweihe; Mitkonsekratoren waren der emeritierte Erzbischof von Łódź, Władysław Ziółek, und der Bischof von Łowicz, Wojciech Tomasz Osial. Kleszcz wählte den Wahlspruch Pax et Bonum („Frieden und Heil“).